# 川瀬あやめ
川瀬 あやめ（かわせ あやめ、2001年10月25日 - ）は、日本の元アイドル、歌手、タレントであり、女性アイドルグループukkaの元リーダーである。神奈川県出身。スターダストプロモーションに所属していた。愛称は「めっち」。ヤンヤンガールズ13期生。2023年12月30日にukkaを卒業し、事務所を退所し、芸能活動を引退した。

## 略歴
- 2015年
  - 5月3日 - スターダストプロモーション「スクールガールズオーディション2015」に合格[2][3]。
  - 5月23日 - スターダストプロモーション芸能3部(SECTION 3 IDOL)に所属[4][5]。
  - 5月 - アイドルグループ桜エビ〜ずが結成され、結成メンバーとなる。
  - 8月1日 - 「TOKYO IDOL FESTIVAL 2015」においてお披露目された桜エビ〜ずのメンバーとして活動開始。
- 2017年
  - 1月24日 - 「Takanori Music Revolution #4」(フジテレビNEXT)に出演。
  - 12月27日 - 「清塚信也のガチンコスターダストプラネット #23」(フジテレビNEXT)に出演。
- 2018年
  - 6月10日 - 個人配信SHOWROOM「川瀬あやめの«川瀬の部屋»」の配信を開始。
  - 7月28日 - 「夏S 2018 ももクロトリビュート ～みんなで10周年をお祝いしちゃうぞ！～」(@メットライフドーム)に出演し、シャッフルユニット「歌馬之介」(歌うまユニット)に参加。
- 2021年
  - 3月27日 - 水春(現　水映)の脱退に伴い、ukkaのリーダーに就任したことが発表される。
  - 4月24日深夜 - 「オレたちゴチャ・まぜっ!〜集まれヤンヤン〜」(MBSラジオ)にヤンヤンガールズ13期生としてレギュラー出演開始。
  - 10月31日 - ソロライブでの生誕祭「〜ayamaison2021〜」を開催(@TSUTAYA O-WEST)[6]。
- 2022年
  - 4月1日 - Twitter個人アカウント[7]を開設。
  - 4月16日深夜 - 「オレたちゴチャ・まぜっ!〜集まれヤンヤン〜」(MBSラジオ)のヤンヤンガールズ13期生を卒業[8][9]。
  - 10月9日 - ソロライブでの生誕祭「〜ayamaison2022〜」を開催(@新宿ReNY)[10]。
- 2023年
  - 9月26日 - 本年12月30日をもってグループから卒業することを発表[11][12][13]。
  - 11月4日 - 生誕ソロライブ「〜ayamaison2023 LAST〜」を開催(@代官山UNIT)。
  - 12月8日 - 「川瀬あやめソロライブ〜スキダラケですか？〜」を開催(@神奈川 SUPERNOVA KAWASAKI)[14]。
  - 12月30日 -「川瀬あやめ卒業公演〜次のストーリー〜」(@ヒューリックホール)をもってukkaを卒業し、スターダストプロモーションを退所した[15]。

## 人物
- 性格：自己分析では、おしゃべり、ふざけるのが好き、家ではマイペース[1]。ツンデレの自覚も少しあり[16]。メンバーによると、クールに見えて甘えん坊[5]。
- 趣味：公式プロフィールでは、ピアノ、踊ること、歌うこと[17]。他に、アイドルの動画鑑賞が好き[18]。
- 特技：公式プロフィールでは、友達を作ること、まつげに爪楊枝8本乗る、即興作詞作曲[17]。他にはクラリネットとピアノ。クラリネットは中学時代に所属していた吹奏楽部[19]での担当楽器[20]。ピアノは幼稚園から小学5年生まで習っており[21]、その後も中学校では全校合唱や合唱コンクールなどで伴奏を弾いている[22][23]。
- 学校：得意科目は音楽[24]。国語も比較的得意で、苦手科目は数学と理科[25]。運動が苦手なので[26]体育は苦手[27]。
- 将来の夢：歌は歌っていたい[28]。アイドル以外で憧れる仕事は、保育士[29]、マネージャー[30]など。具体的にやってみたいことは、小さい頃からの夢であるバンジージャンプ[28][31]。
- 家族：弟がいる。2人姉弟[32]。父はパン屋を営んでいると公言している。母の誘いでももいろクローバーZのライブに行ったことがきっかけとなりスターダストのアイドルを志した。
- ペット：犬を飼っている。犬種はイタリアン・グレーハウンド、名前は「モカ」[33]。
- 好きなキャラクター：マイメロとスティッチ[1]。マイメロは中学1年生頃から大好きになり[28]、ブログでたびたびとりあげている[34][35]。スティッチは小さい頃から好き[36]。
- 好きな食べ物：ケーキと桃[16]、ミルクレープ[37][38]、鶏胸肉[39]、煮りんご[40]、チョコレート[41]など。得意料理はフレンチトースト[42]。
- 苦手な食べ物：キノコ、チーズ、肉の脂身、ミニトマト、ピーマン[16]。チーズは固形状のものが苦手[43]。その他、炭酸飲料[44]、桜えび[45]、ゆで卵の黄身[46]、ホワイトチョコレート[47]、ごま、くるみ[48]、人参、セロリ、餡子(あんこ)など。

## ukka関連
- 背景：小さい頃からアイドルに憧れていた[49]。好きなアイドルは、ももいろクローバーZとモーニング娘。で、特に工藤遥のファン[18][50]。ももいろクローバーZは2012年夏のバカ騒ぎに行って以来のファンであり[28]、ももクロへの憧れからスターダストに入りたいと思うようになった[51]。「スクールガールズオーディション2015」を経てスターダストに所属が決まった時点での志望もアイドルで[2]、桜エビ〜ずへの加入を決めたのもアイドルになりたかったため[52]。なお、「桜エビ〜ず」結成メンバー募集のSHOWROOMオーディションではなく、通常のスクールガールズオーディションを経て桜エビ〜ずのメンバーになったのは、川瀬あやめのみである[53]。
- 歌：歌唱力の安定した高さには定評がある[19][54][55]。好きな歌い手は、有安杏果(元ももいろクローバーZ)、柏木ひなた(私立恵比寿中学)、新垣里沙(モーニング娘。)[30]。なかでも一番の憧れは有安杏果[52][56][57]。また、アーティストで好きなのはMr.children[30]。
- 目標：今の目標は、花道や銀テープ(キャノン砲の特効)が出るところで桜エビ〜ずのライブをすることと、歌だけのソロコンをすること[56]。
- グループ外のアイドルとの交友関係が広く、北美梨寧(いぎなり東北産)[58][59]、公野舞華(Awww!)[60][56]、高井千帆(B.O.L.T)[61][62][63]、伊達花彩(いぎなり東北産)[64]、山本優菜[65][66][29]らと仲が良い(あいうえお順)。尚、公野舞華・高井千帆とは同じ高校の同級生でもある。
- アルバム「octave」に収録されている楽曲「214」について、「この曲はレコーディングで目標にしていた1番の『スキダラケですか？』と2番の『君は“甘くはない”から』というパートをもらえたのでお気に入りです！」とコメントしている[67]。
- 川瀬あやめフィーチャー曲「ファンファーレ」が1stミニアルバム「T.O.N.E」に収録されている。2021年7月14日にTeaserミュージックビデオ「ファンファーレ ~ayame ver~」[68]を公開した。ソロバージョンの「ファンファーレ」のフル音源は「T.O.N.E」(Loppi・HMV限定盤)にのみ収録。

## 作品
| リリース日    | タイトル    | 曲名                                                                          | 備考・動画                                                                                            |
| ------------- | ----------- | ----------------------------------------------------------------------------- | --- |
| 2021年7月28日 | 『T.O.N.E』 | 「ファンファーレ ~ayame ver~」 作詞：太田晴之、作曲：太田晴之、編曲：太田晴之 | 『T.O.N.E』(Loppi・HMV限定盤)にのみ収録 ukka New Style Teaser「ファンファーレ ~ayame ver~」T.O.N.E #2 |

### 参加作品
| リリース日          | アーティスト・タイトル            | 曲名                                                                                           | 備考・動画 |
| ------------------- | --------------------------------- | ---------------------------------------------------------------------------------------------- | --- |
| 2018年7月21日(配信) | STARDUST PLANET 『We are "STAR"』 | 「夢は何千回も逃げていく」(歌馬之介) 作詞：松隈ケンタ×JxSxK、作曲：松隈ケンタ、編曲：SCRAMBLES | 夏S(2018年7月28日)で初披露 栗本柚希(3B junior)、伊達花彩(いぎなり東北産)、川瀬あやめ(桜エビ〜ず) の3名によるユニット「歌馬之介」名義 |

## 出演
MBSラジオ「オレたちゴチャ・まぜっ!〜集まれヤンヤン〜」（毎週日曜1:30-4:28 土曜深夜）にヤンヤンガールズ13期生としてレギュラー出演した(2021年4月24日深夜 - 2022年4月16日深夜)。

### テレビ
- 2015年11月3日 - 「激辛ドM男子#4 中学生アイドルにアゴで使われストレスだらけのマネージャー」(テレビ東京)に出演[69]。同日、Youtubeのプラテレチャンネルにおいても公開[70]。
- 2017年1月24日 - 「Takanori Music Revolution #4」(フジテレビNEXT)。桜エビ〜ずのメンバーである水春と共に出演。西川貴教とのトークと、押尾コータローとのコラボによるT.M.Revolution「last resort」が放送された。
- 2017年12月27日 - 「清塚信也のガチンコスターダストプラネット #23」(フジテレビNEXT)に出演。「Your innocence」(hiro)を歌唱。
- 2020年6月23日 - 「関内デビル」(テレビ神奈川)に、水春とともにゲスト出演。
- 2020年10月20日 - 「この恋あたためますか」（TBS系）に、主人公の井上樹木が所属していたアイドルグループ「Cupid」のメンバー役（メンバーカラー■ピンク）として出演[71]。
- 2021年7月19日 - 「IDOL OF THE YEAR 2021 ～いま知っておくべきアイドル12組～」(日本テレビ)に出演[72]。
- 2021年10月7日 - 「コアラモード.小幡康裕のガチンコスターダストプラネット #70」(フジテレビNEXT)に出演。「ゆ・れ・て湘南」(石川秀美)を歌唱。
- 2021年12月14日 - 「しおこうじ玉井詩織×坂崎幸之助のお台場フォーク村NEXT #88 (第127夜)「松本隆縛り スタプラボーカルフェス」」(フジテレビNEXT)に出演[73]。
- 2022年10月20日 - 「コアラモード.小幡康裕のガチンコスターダストプラネット #82」(フジテレビNEXT)に出演。「卒業」(斉藤由貴)を歌唱。
- 2022年12月15日 - 「しおこうじ玉井詩織×坂崎幸之助のお台場フォーク村NEXT #100 (第139夜)「松本隆縛り 第2回スタプラボーカルフェス」」(フジテレビNEXT)に出演。
- 2023年02月21日 - 「コアラモード.小幡康裕のガチンコスターダストプラネット #86」(フジテレビNEXT)に出演。「大旋風」(コアラモード.)を歌唱。
- 2023年12月14日 - 「しおこうじ玉井詩織×坂崎幸之助のお台場フォーク村NEXT #112 (第151夜)「第7回 松本隆縛り音楽祭」」(フジテレビNEXT)に出演。

### ラジオ
- 2017年1月10日 - 「Good Choice Radio」(FM愛知)に、桜エビ〜ずのメンバー 水春 とともに、ゲスト出演。
- 2018年3月27日 - 「ラジオiNEWS」(ラジオNIKKEI第1) - 桜エビ〜ずのメンバー 茜空 とともに、ゲスト生出演。放送内容のアーカイブをParaviにおいて聴くことができる。
- 2019年3月17日 - 「Good Choice Radio」(FM愛知)に、桜エビ〜ずのメンバー 桜井美里 とともに、ゲスト出演。
- 2021年3月15日 - 「DIG!!!!!!!!FUKUOKA」(FM FUKUOKA)に、電話生出演[74]。
- 2021年3月18日 - 「オトナビゲーション」(RKBラジオ)に、電話生出演[74]。
- 2021年4月25日 - 「オレたちゴチャ・まぜっ!〜集まれヤンヤン〜」(MBSラジオ)に、ヤンヤンガールズ13期生としてレギュラー出演(2021年4月24日深夜 - 2022年4月16日深夜)。
  - 2021年5月30日放送 ヤンヤンガールズ、トップを目指せのコーナー「全力ものまね王座決定戦」にて優勝
  - 2021年6月6日放送 ヤンヤンガールズ、トップを目指せのコーナー「3分間フリートークラジオ」にて向井沙耶とペアを組み優勝
  - 2021年6月27日放送 ヤンヤンガールズ、トップを目指せのコーナー「一言演技王」にて優勝
  - 2021年10月3日放送 ヤンヤンガールズ、トップを目指せのコーナー「なんちゃって口喧嘩」にて優勝
  - 2021年11月7日放送 ヤンヤンガールズ、トップを目指せのコーナー「ガチ俳句選手権」にて優勝
  - 2021年12月5日放送 ヤンヤンガールズ、トップを目指せのコーナー「未来作文 5年後の自分を見てきました」にて優勝
  - 2021年12月12日放送 ヤンヤンガールズ、トップを目指せのコーナー「ディベート勝ち抜きトーナメント」にて優勝
- 2021年4月29日 - 「チュウモリ木曜日 推シマシ」(CBCラジオ)に、茜空 とともに生リモート出演[75]。
- 2021年10月22日 - 「アイドルジェネレーション」(ラジオNIKKEI)に、ukkaのメンバー 村星りじゅ とともに、ゲスト出演。
- 2022年4月14日 - 「ラジオiNEWS」(ラジオNIKKEI)に、ukkaのメンバー 芹澤もあ、結城りな とともに、ゲスト出演[76]。
- 2022年10月1日深夜 - 「アッパレやってまーす！～土曜日です～」(MBSラジオ)第128回に、ゲスト出演。
- 2022年11月5日深夜 - 「もしかしてどぶろっくだけど」(栃木放送ほか)に、ゲスト出演。
- 2022年11月10日 - 「推しマシ」(CBCラジオ)に、ゲストとしてリモートで生出演。
- 2023年6月15日 - 「ラジオiNEWS」(ラジオNIKKEI)に、ukkaのメンバー村星りじゅとともにゲスト出演[77]。
- 2023年12月7日 - 「ラジオiNEWS」(ラジオNIKKEI)にゲスト出演[78]。

### ネット配信
- 2017年8月31日 - 「桜エビ～ず水春のものまね寺子屋ABZ」(生テレ)に、ゲスト出演。
- 2018年2月17日 - 「ももクロ・エビ中緊急生特番！STARDUSTPLANET発足記念大感謝パーティー」(AbemaTV)に、桜エビ〜ずのメンバーである 水春 と共に出演。
- 2018年5月17日 - 「DJ Tomoaki's Radio Show!」(下北FM)に、桜エビ〜ずのメンバー 村星りじゅ、茜空 とともに出演。
- 2019年2月25日 - 「@JAM 応援宣言 (@JAM THE WORLD)」(SHOWROOM)に、水春 とともにゲスト出演。
- 2020年6月22日 - 「柚姫の部屋」(第48回、YouTube)に、ゲスト出演。アーカイブ
- 2020年10月12日 - 「柚姫の部屋」(第64回、YouTube)に、ゲスト出演。アーカイブ
- 2020年11月9日 - 「＠JAM THE WORLD」に、村星りじゅ とともに出演[79]。
- 2021年1月16日 - 「スタプラアイドルフェス・ラジオ」(YouTube)に、茜空 とともにリモートでゲスト出演。
- 2021年3月1日 - 「川上アキラの人のふんどしでひとりふんどし」（第264回、テレ朝動画）に、茜空 とともにゲスト出演[80]。
- 2021年3月15日 - 「柚姫の部屋」(第86回、YouTube)に、村星りじゅ とともにゲスト出演。アーカイブ
- 2022年1月3日 - 「川瀬あやめのラジオトークジャパン」(ネット配信型ラジオ番組)配信開始。2022年4月16日最終回。全4回[81][82][83][84]。
- 2022年1月24日 - 「NMB48 小嶋花梨のリーダー論」(第6回、SHOWROOM)に、ゲスト出演。
- 2022年2月15日 - 「矢口真里の火曜The NIGHT」(ABEMA)に、村星りじゅ、茜空 とともにゲスト出演。
- 2022年4月21日 - 「1年間ありがとう！川瀬あやめ」(Radiotalk)を配信。アプリからアーカイブを聴くことが可能[85]。
- 2022年8月4日 - 「CanCaｍモデルの菜波がMCを務めるCanCamRoom」(SHOWROOM)にゲスト出演。
- 2023年1月9日-10日 - 「柚姫の部屋 16時間SP配信」(YouTube)にゲスト出演。
- 2023年5月1日-12月4日 「川上アキラのひとりふんどしGirl」（テレ朝動画）の毎月第1週メインMCを担当。
- 2023年11月6日 - 「柚姫の部屋」(第225回、YouTube)にゲスト出演。アーカイブ

### ライブ・イベント
- 2017年8月6日 - 「TIF2017 IDOL SUMMER JAMBOREE U-16」に、桜エビ〜ずから茜空とともに出演。「LA LA LOVE TRAIN ～恋の片道切符～」(PASSPO☆(ぱすぽ))、「はっぴースキップ☆ジャンプ」(桜エビ〜ず)、「ラブサマ!!!」(SUPER☆GiRLS)を、他のアイドルグループのメンバーとのコラボで披露[86]。
- 2018年7月28日 - 「夏S 2018 ももクロトリビュート ～みんなで10周年をお祝いしちゃうぞ！～」におけるシャッフルユニット「歌馬之介 (歌うまユニット)」に参加。
- 2019年7月24日 - 「渋谷LOFT9 アイドル倶楽部vol.6」に出演。
- 2021年12月31日 - 第5回「ももいろ歌合戦」のアイドルメドレーに出演。
- 2022年8月6日 - 「TOKYO IDOL FESTIVAL 2022」の「IDOL SUMMER JAMBOREE ACOUSTIC」に出演[87]。
- 2022年8月28日 - 「@JAM EXPO 2022」の出演アーティストによる選抜ユニット「@JAM ALLSTARS 2022」に選ばれグランドフィナーレに出演[88]。
- 2022年9月16日 - 「秋の交通安全・交通事故死ゼロを目指す日キャンペーン」一日警察署長に就任(@ラゾーナ川崎プラザ ルーファ広場)[89]。

### その他
- MAGiC BOYZの「DK GO!!!」MVに、桜エビ〜ずのメンバー、芹澤もあとともに出演。録音にも参加した[90]。
- B.L.T.web「2018年大注目！HOT UP!!!桜エビ〜ず⑥ 川瀬あやめ 前編 ソログラビア」(2018年2月21日) [91]。
- B.L.T.web「2018年大注目！HOT UP!!!桜エビ〜ず⑫ 川瀬あやめ 後編 15問15答」(2018年4月4日) [92]。
- SHO-BI コスメコンタクト「PienAge(ピエナージュ)」の公式Instagram(@cosmecontact_official)において「ピエナージュUV&MOIST」No.102 LADY、No.103 BABYMAY、No.104 BERRYの撮影モデルを担当。
- HUSTLE PRESS「U18 zero 川瀬あやめ ①,②,③」(2019年8月8日,8月20日,9月20日)[93][94][95]。

## 書籍
- 『SCHOOL GIRLS BOOK 2015 capital side』東京ニュース通信社、2015年10月15日。メンバー4名(水春、川瀬、村星、茜)の写真と一人一人への15のQ&Aを掲載(p.32-37)。
- 『Top Yell 特別編集 Top Yell NEO』竹書房、2016年6月30日。メンバー5名(水春、川瀬、村星、桜井、茜)のインタビュー(4頁)、「「桜エビ〜ず」5人の関係性が分かる!? 12のQuestions」(1頁)、「桜エビ〜ずの「現在」と「未来」」(2頁、「校長」こと藤井ユーイチ(スターダスト芸能3部マネージャー)のインタビュー)を掲載(p.130-137)。
- 『Top Yell 2017年7月号』竹書房、2017年6月6日。いぎなり東北産とのツーマンライブ(2017年5月4日、@仙台・楽楽楽ホール)のレポート(p.19-21)と、いぎなり東北産とのトークバトル(p.32-35)を掲載。
- 『Top Yell NEO 2017~2018』竹書房、2017年12月28日。メンバー3名(水春、川瀬、茜)の鼎談インタビュー記事および「校長が語る「桜エビ〜ずの今後」」を掲載(p.114-117)。
- 『日経エンタテインメント！ スターダストプラネット公式Special Book』日経BP社、2018年7月19日。ソロインタビュー(p.186-187)、気になるスタプラメンバー(p.75)、スタプラで今後挑戦してみたいことのアンケート(p.135)。
- 『BUBKA 2019年8月号』白夜書房、2019年6月28日。メンバー3名(水春、川瀬、村星)の鼎談インタビュー記事を掲載(p.63-65)[96]。
- 『ENTAME(エンタメ) 2019年8月号』徳間書店、2019年6月28日。メンバーへの10問10答(QandA)を掲載(p.44)[97]。
- 『U18 journey』HUSTLE PRESS、2019年9月25日。川瀬あやめのグラビアとインタビューを掲載(p.66-82)。
- 『IDOL AND READ 021』シンコーミュージック、2019年12月13日。川瀬あやめのグラビアとインタビューを掲載(p.148-163)[98]。
- 『夕刊フジ』産業経済新聞社、2021年7月15日号。「旬アイドル」のコーナーに川瀬あやめを掲載(13面)[99]。
- 『IDOL FILE Vol.24 LOLITA&GOTHIC』シンコーミュージック、2021年12月10日。川瀬あやめのグラビアを掲載[100]。
  - IDOL FILE Vol.24 LOLITA&GOTHIC PHOTO EXHIBITION（2021年12月10 - 24日：梅田ロフト、2022年1月11 - 28月：銀座ロフト）[101]
- 『横浜LOVEWalker 2022 ウォーカームック』KADOKAWA、2022年3月22日。「「ハマのLOVEアイドル」No.1決定戦」の企画に掲載[102]。
- 『Top Yell Neo 2023 AUTUMN』竹書房、2023年10月2日。川瀬あやめのグラビアとインタビューを掲載(p.114-117)。